# Györke József
Györke József (születési nevén Georgovits József; Celldömölk, 1906. december 21. – Budapest, 1946. szeptember 11.) nyelvész, könyvtáros, az Országos Széchényi Könyvtár főigazgatója, a Magyar Tudományos Akadémia levelező tagja.

## Életútja
Általános iskolai tanulmányait szülővárosában, Celldömölkön végezte. Középiskolai tanulmányait a ciszterciek pécsi főgimnáziumában kezdte, azonban görög és latin tárgyakból nyújtott gyengébb eredményei miatt végül Székesfehérváron érettségizett 1926 szeptemberében. Ezt követően a pécsi Erzsébet Tudományegyetem magyar–történelem szakán folytatta tanulmányait. Zolnai Gyula hatására érdeklődése a nyelvészet, különösen a finnugor nyelvek kutatása felé fordult. 1929-ben bölcsészdoktori oklevelet szerzett.
1930-ban ösztöndíjat nyert a Tartui Egyetemre, ahol 1931-től magyar lektorként és az ottani Magyar Intézet (Institutum Litterarum Hungaricum Universitatis Tartuensis) igazgatójaként dolgozott egészen 1936-os hazatéréséig. Ezt követően az Országos Széchényi Könyvtárban kezdett dolgozni: kezdetben gyakornokként, majd 1941-től segédőri, 1944-től pedig alkönyvtárnoki beosztásban. 1945. június 7-étől haláláig az intézmény főigazgatója volt.
A Budapesti Egyetem Finnugor Tanszékén proszemináriumi órákat tartott, majd miután 1942-ben a Pázmány Péter Tudományegyetemen magántanári habilitációját megszerezte, 1943-tól önálló kollégiumokat vezetett szamojédológia, észt nyelvészet, valamint szóképzés- és szóragozástan témakörökben.
1936-tól haláláig a Finnugor Kulturális Kongresszusok Állandó Magyar Bizottságának titkári feladatait látta el.
1945 májusában a Magyar Tudományos Akadémia levelező tagja lett, az I. Nyelv- és Irodalomtudományok Osztályának tagozatában.

## Munkássága
Györke József 1929-ben védte meg bölcsészdoktori értekezését, Vogul jelzős szerkezetek címmel.
Nyelvészeti kutatásai során elsősorban az uráli nyelvek szóképzésére összpontosított, kiemelt figyelmet fordítva a képzők szerepére és funkcióira. E témában jelent meg 1935-ben Die Wortbildungslehre des Uralischen című munkája, az uráli nyelvek elsődleges képzőit bemutató monográfiája. Ezzel Györke először nyújtott átfogó képet az uráli nyelvek primer képzőinek állományáról.
1936-ban jelent meg Das Verbum *lē- im Ostseefinnischen című átfogó tanulmánya, amely a balti finn nyelvek létigei paradigmájának alaki formáit és funkcióit vizsgálja.
Györke József kutatásai a magyar nyelv szempontjából is relevánsak voltak. Egy háromrészes sorozatban (Adalék a szamojéd igeidők kialakulásának kérdéséhez, 1941; Volt-e a magyarban -u-, -ü- praeteritumképző? 1941; Az igeidő, 1942) a szamojéd nyelvek igeidőinek kialakulását és időjelölési sajátosságait vizsgálta, és ezek alapján megkérdőjelezte a magyar praeteritumképzők létezését. Azt állította, hogy a múlt idő kifejezése nemcsak időjellel, hanem az ige minőségi sajátosságainak változásaival is történhet. E három tanulmánya nyomán magyar nyelvészkörökben szakmai viták alakultak ki.
Legismertebb és utolsó munkájában, a Tő, képző, rag (1943) című tanulmányában a szó- és jelrésztant tárgyalta. Györke a tő, képző és rag fogalmát olyan morfémákként írta le, amelyek nem bonthatók kisebb egységekre, és más morfémákhoz kapcsolódva használhatók. Ezzel előre jelezte a szabad és kötött morfémák fogalmát az uráli nyelvészetben. A könyvben a „szó- vagy jelrésztan” egy új nyelvtani területként jelenik meg, amely összefonódik a szóképzés, alaktan, szótan és mondattan kutatásával.
1945–1946-ban az Országos Széchényi Könyvtár igazgatójaként az intézmény újbóli használhatóvá tételét irányította, átfogó fejlesztési tervet dolgozott ki, felmérte a könyvtár állapotát, helyreállította a könyvtári osztályok működését, újraindította a könyv- és kéziratvásárlást és előmozdította a belső könyvtárosképzés kialakítását. Kiemelten foglalkozott a könyvtár katalogizálási és raktározási rendszereinek korszerűsítésével, bevezette a Dewey-féle tizedes osztályozási rendszert és az egyetemes tizedes osztályozást (ETO). Emellett sikeresen újraindította a Magyar Könyvszemlét és elindította a régóta tervezett Magyar Nemzeti Bibliográfiát. Személyzeti politikájában nagy szerepet kapott a fiatal szakemberek bevonása, célja a könyvtár humán tudományok szellemi központjává fejlesztése volt.
Györke kezdeményezte a Magyar Nyelvtudományi Társaság felolvasóüléseinek folytatását, amelyekhez biztosította a könyvtárnak akkor otthont adó Nemzeti Múzeum épületét.

## Főbb művei
- Vogul jelzős szerkezetek. Pécs: Dunántúl ny. 1930.  = Specimina Dissertationum Facultatis Philosophicae Regiae Hungaricae Universitatis Elisabethinae Quinqueecclesiensis,  21.
- Die Wortbildungslehre des Uralischen: Primäre Bildungesuffixe. Tartu: Krüger. 1935.  = Bibliotheca Hungarico-Estica Instituti Litterarum Hungarici Dorpatensis,  15.
- Volt-e a magyarban -u-, -ü- praeteritum-képző?  Nyelvtudományi Közlemények,  LI. évf.   (1941)   54–63. o.
- Adalék a szamojéd igeidőalakok kérdéséhez.  Nyelvtudományi Közlemények,  LI. évf.   (1941)   88–97. o.
- Az igeidő. In  Emlékkönyv Melich János 70. születésnapjára. Budapest: Magyar Nyelvtudományi Társaság. 1942.
- Tő, képző, rag: Szó- vagy jelrésztan.  Magyar Nyelv,  XXXIX. évf.   (1943)   111–133. o.